# 아다 칸
아다 칸(힌디어: अदा खान, 영어: Adaa Khan, 1989년 5월 12일 ~ )은 인도의 배우, 모델이다.